# Albrecht Wirth
Albrecht Wirth (* 8. März 1866 in Frankfurt (Main); † 26. Juni 1936 in Tittmoning/Oberbayern) war ein deutscher Historiker, Sprachforscher, Weltreisender und völkischer „Rassenforscher“.

## Leben
Er studierte als Sohn des Privatgelehrten und Patentanwalts Franz Ulpian Geschichte in Prag, Zürich, Wien, Rom, Paris, Halle (Saale), Jena, Tübingen, Zürich und Bonn. Nach dem Studium wurde er promoviert.
In den folgenden Jahren unternahm er viele Reisen zu Studienzwecken. Die Erste führte ihn 1892 nach Südafrika, dann weiter um 1893 den Kilimandscharo zu besichtigen. Danach führte ihn eine Reise an die University of Chicago, wo er einen Gastaufenthalt als Dozent für Geschichte nahm. Von dort reiste er über Mexiko nach Japan. Einen Aufenthalt in der Mandschurei und Korea nutzte er zu Berichten über den dort stattfindenden Krieg.
Eine weitere Reise führt ihn nach Formosa, wo er mehrere Monate unter der einheimischen Bevölkerung verbrachte. Diese erste Weltreise mit einer Dauer von vier Jahren beendete er mit der Rückkehr nach Deutschland, nachdem er noch Sibirien durchquert hatte.
Nach Kuba kam er anschließend, als dort ein Krieg tobte. Als Korrespondent berichtete er über die „Seeschlacht vor Santiago de Cuba“.
Dann brach er zu einer zweiten Weltreise auf, die ihn über Vorderasien nach Indien und wiederum nach Südafrika führte. Dort war gerade 1899 der Burenkrieg ausgebrochen.
Eine Reise quer über den asiatischen Kontinent durch Turkestan und die Mongolei führte ihn nach China, wo er im Jahre 1900 Zeuge des Boxeraufstands wurde. Danach kehrte er nach Frankfurt/Main zurück und heiratete im Jahre 1902 Frida, die Tochter eines Oberstleutnants und Besitzer eines Ritterguts, genannt Freia von Schneider-Egestorf.
Von 1903 bis 1918 lehrte er nach erfolgter Habilitation an der TH München als Privatdozent für Kolonial- und Weltgeschichte. Dort leitete er auch die Münchner Orientalische Gesellschaft als Generalsekretär.
Weitere Reisen zu Forschungszwecken führten ihn in den Kaukasus, nach Marokko und auch nach Albanien. Im Ersten Weltkrieg betätigte er sich wieder als Kriegskorrespondent. Im Jahre 1919 verlegte er seinen Wohnsitz nach Tittmoning. Dort pflegte er eine Bekanntschaft mit dem Schriftsteller Dietrich Eckart. Die gemeinsamen Ansichten einer völkischen Auffassung führten dazu, dass Wirth Artikel für Eckarts Zeitschrift Auf gut deutsch – Wochenschrift für Ordnung und Recht verfasste, die antisemitische Ansichten publizierte. Über diese Bekanntschaft kam Wirth auch im Jahre 1920 mit Adolf Hitler und Rudolf Heß zusammen.
Wirth war zudem Mitglied im Deutschvölkischen Schutz- und Trutzbund sowie Mitarbeiter beim Völkischen Beobachter.
Nach Ende des Zweiten Weltkrieges wurden seine Schriften Quer durch die Gegenwart (Deutscher Volksverlag, München 1922) und Völkische Weltgeschichte. 1879-1933 (Westermann, Braunschweig 1934) in der Sowjetischen Besatzungszone auf die Liste der auszusondernden Literatur gesetzt. In der Deutschen Demokratischen Republik folgten auf diese Liste noch Wirths Weltgeschichte der Deutschen (Siegismund, Berlin 1922) und Ostasien (Manz, Regensburg 1934).
Der US-amerikanische Rassist Alfred Paul Schultz widmete Wirth dankend sein Werk „Rasse oder Bastard“ von 1908, zusammen mit einem Dank an Arthur Gobineau und Houston Stewart Chamberlain.

## Schriften (Auswahl)
- Im Wandel der Jahrtausende. Eine Weltgeschichte in Wort und Bild als Hrsg., Stuttgart 1890
- Aus orientalischen Chroniken, 1894
- Geschichte Südafrikas, 1897
- Geschichte Sibiriens und der Mandschurei, 1898
- Geschichte Formosas, 1898
- Das Wachstum der Vereinigten Staaten von Amerika und ihre auswärtige Politik, Bonn 1899
- Abriß der Geschichte Afrikas, 1900
- Abriß der Weltgeschichte, 1900
- Ostasien in der Weltgeschichte, 1900
- Die Entwicklung Asiens von den ältesten Zeiten bis zur Gegenwart, 1901
- Volkstum und Weltmacht in der Geschichte, München 1901
- Die Entwicklung Russlands, Berlin 1901
- Aus Übersee und Europa, Berlin 1902
- Weltgeschichte der Gegenwart, Berlin 1904
- Geschichte Asiens und Osteuropas, Halle 1905
- Die gelbe und slavische Gefahr, 1905
- Der Weltverkehr, Frankfurt a. M. 1906
- Streiflichter zur Weltpolitik, 1908
- Deutschtum und die Türkei, 1911
- Die Entscheidung über Marokko, Stuttgart 1911
- Männer, Völker und Zeiten – Eine Weltgeschichte in einem Bande, Hamburg 1911
- Auswärtige Politik, 1912
- Geschichte der Türken, Stuttgart 1912
- Türkei, Österreich, Deutschland, Stuttgart 1912
- Männer, Völker, Zeiten, Berlin 1912
- Gang der Weltgeschichte, Gotha 1913
- Der Balkan. Seine Länder und Völker in Geschichte, Kultur, Politik, Volkswirtschaft, und Weltverkehr, Stuttgart 1914
- Rasse und Volk, Halle 1914
- Deutschlands wirtschaftliche Expansion und überseeische Bestrebungen. In: Handbuch der Politik, Berlin und Leipzig 1914
- Das Erwachen der asiatischen Völker. In: Handbuch der Politik, Berlin und Leipzig 1914
- Vorderasien und Ägypten. In Historischer und politischer, kultureller und wirtschaftlicher Hinsicht, Stuttgart 1916
- Geschichte des Deutschen Volkes für das deutsche Volk, Stuttgart 1916
- Arische und anarische Forschung, 1917 (in Jahrbuch der Münchner Orientalischen Gesellschaft 1915/16)
- Kurze Weltgeschichte, Hamburg 1917
- Entwicklung der Deutschen, Halle 1918
- Was muß Deutschland an Kolonien haben?: Deutschland und der Orient, Frankfurt 1918, siehe auch Dokument 1.pdf (10.843 KB): Was muß Deutschland an Kolonien haben? : Deutschland und der Orient / von Albrecht Wirth. Mittelafrika als deutsche Kolonie / von Emil Zimmermann
- Die Geschichte des Weltkrieges. Militärisch, politisch und wirtschaftlich, 2 Bände, Stuttgart 1919
- Auf und Ab der Völker, 1919
- Deutschtum der Erde, 1920
- Geschichte des russischen Reiches von 600 v. Chr. bis 1920 n. Chr, Hamburg 1920
- Weltenwende, 1922
- Deutsche Abenteuerer, 1922
- Nationale Revolutionen, München 1925
- Deutsche Zusammenbrüche und ihre Überwindung, 1930
- Völkische Weltgeschichte (1879 - 1933), Braunschweig 1934